# Батер
Батер (хрв. Bater) је насељено место у саставу града Нови Винодолски, Приморско-горанска жупанија, Хрватска.

## Историја
До територијалне реорганизације у Хрватској био је у саставу старе општине Цриквеница.

## Становништво
У попису становништва из 2011. године, Батер је имао 111 становника.
| Број становника према пописима | Број становника према пописима | Број становника према пописима | Број становника према пописима | Број становника према пописима | Број становника према пописима | Број становника према пописима | Број становника према пописима | Број становника према пописима | Број становника према пописима | Број становника према пописима | Број становника према пописима | Број становника према пописима | Број становника према пописима | Број становника према пописима | Број становника према пописима |
| ------------------------------ | ------------------------------ | ------------------------------ | ------------------------------ | ------------------------------ | ------------------------------ | ------------------------------ | ------------------------------ | ------------------------------ | ------------------------------ | ------------------------------ | ------------------------------ | ------------------------------ | ------------------------------ | ------------------------------ | ------------------------------ |
| 1857                           | 1869                           | 1880                           | 1890                           | 1900                           | 1910                           | 1921                           | 1931                           | 1948                           | 1953                           | 1961                           | 1971                           | 1981                           | 1991                           | 2001                           | 2011                           |
| 452                            | 0                              | 515                            | 418                            | 456                            | 487                            | 500                            | 446                            | 309                            | 327                            | 307                            | 247                            | 196                            | 144                            | 116                            | 111                            |

Напомена: Исказује се као део насеља од 1880, а као насеље од 1953. Садржи податке за некадашња насеља Липник и Лупоглав Леденички. Исказани подаци за 1857. односе се на поменута некадашња насеља. Подаци о припадајућим деловима насеља и обухватала некадашња насеља за 1869. садржани су у насељу Леденице, као и део података насеља Батер 1880.